# Oliver Zelenika
Oliver Zelenika (Zagabria, 14 maggio 1993) è un calciatore croato, portiere del Varaždin.

## Carriera

### Club
Ha giocato nella massima serie croata con le maglie di Dinamo Zagabria e Lokomotiva Zagabria.

### Nazionale
Ha partecipato ai Mondiali Under-20 del 2013.
È stato convocato dalla nazionale croata per disputare i Mondiali 2014.

## Palmarès

### Club

#### Competizioni nazionali
- Campionato croato: 1

Dinamo Zagabria: 2013-2014
- Supercoppa di Croazia: 1

Dinamo Zagabria: 2013
- Druga hrvatska nogometna liga: 1

Varazdin: 2021-2022